# Giovanni Sirovich
Giovanni Sirovich (ur. 8 września 1971 w Rzymie) – włoski szablista, srebrny medalista mistrzostw świata.
W 1987 roku zdobył indywidualnie brązowy medal w kategorii kadetów na mistrzostwach świata juniorów w Tel Awiwie. Na rozgrywanych rok później mistrzostwach świata juniorów w Cabriès zdobył srebrny medal. Zdobył też brąz indywidualnie na mistrzostwach świata juniorów w Stambule w 1991 roku.
Podczas mistrzostw świata w Essen w 1993 roku Włosi w składzie: Raffaello Caserta, Giovanni Sirovich, Giovanni Scalzo, Marco Marin i Tonhi Terenzi zdobyli srebrny medal w zawodach drużynowych. Był to jedyny medal Sirovicha wywalczony w zawodach tego cyklu.
Wystartował na igrzyskach olimpijskich w Barcelonie w 1992 roku, gdzie w rywalizacji drużynowej zajął ósme miejsce. Był to jego jedyny start olimpijski.